# Сен-Морис-д’Ардеш
Сен-Мори́с-д’Арде́ш (фр. Saint-Maurice-d'Ardèche, окс. Sant Maurice d'Ardèche) — коммуна во Франции, находится в регионе Рона — Альпы. Департамент коммуны — Ардеш. Входит в состав кантона Вильнёв-де-Бер. Округ коммуны — Ларжантьер.
Код INSEE коммуны — 07272.

## Население
Население коммуны на 2008 год составляло 302 человека.
| 1962 | 1968 | 1975 | 1982 | 1990 | 1999 | 2008 |
| ---- | ---- | ---- | ---- | ---- | ---- | ---- |
| 163  | 170  | 167  | 206  | 214  | 241  | 302  |

## Экономика
В 2007 году среди 204 человек в трудоспособном возрасте (15—64 лет) 149 были экономически активными, 55 — неактивными (показатель активности — 73,0 %, в 1999 году было 75,2 %). Из 149 активных работали 137 человек (76 мужчин и 61 женщина), безработных было 12 (7 мужчин и 5 женщин). Среди 55 неактивных 16 человек были учениками или студентами, 27 — пенсионерами, 12 были неактивными по другим причинам.

## Фотогалерея

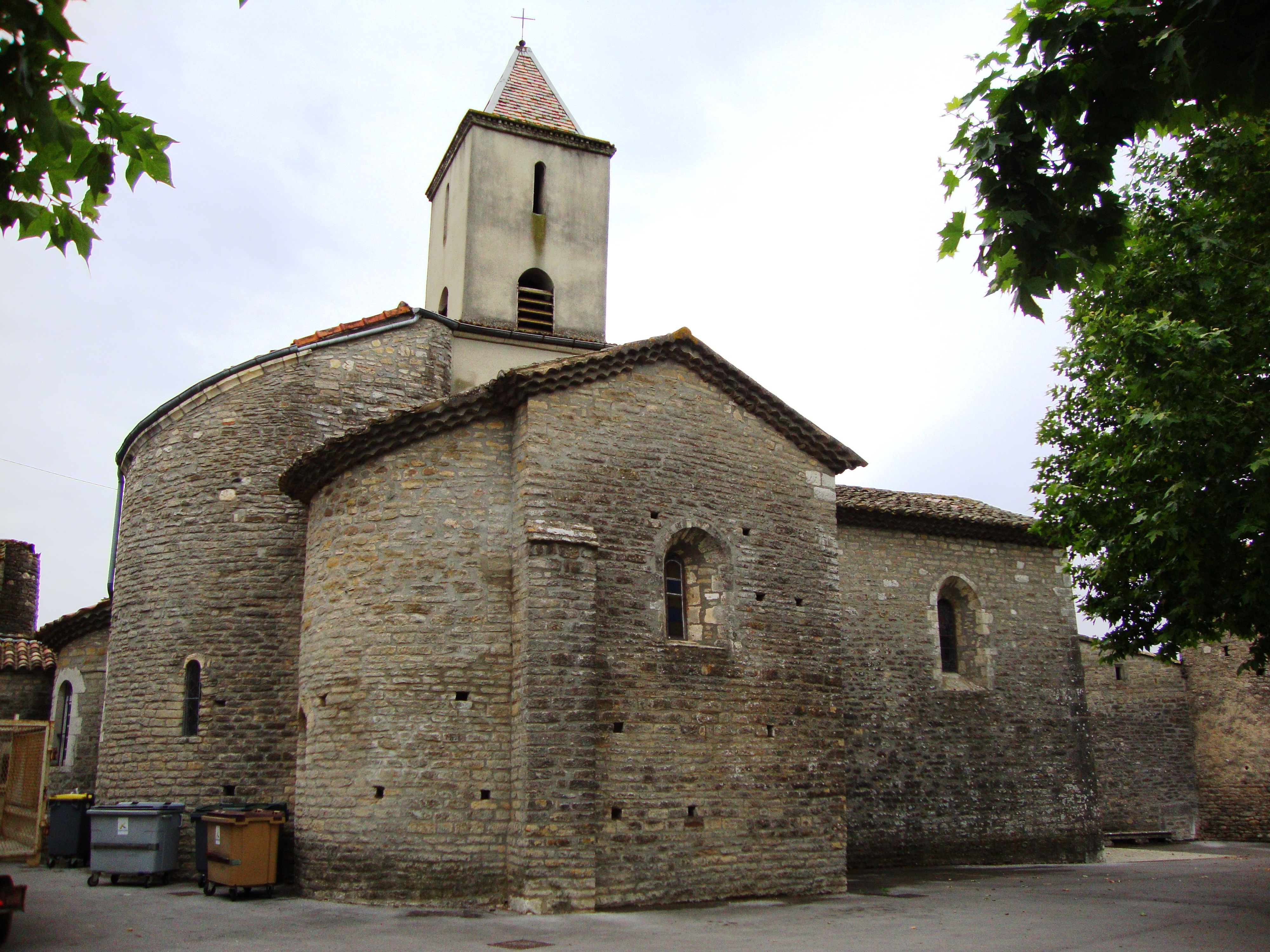
Церковь
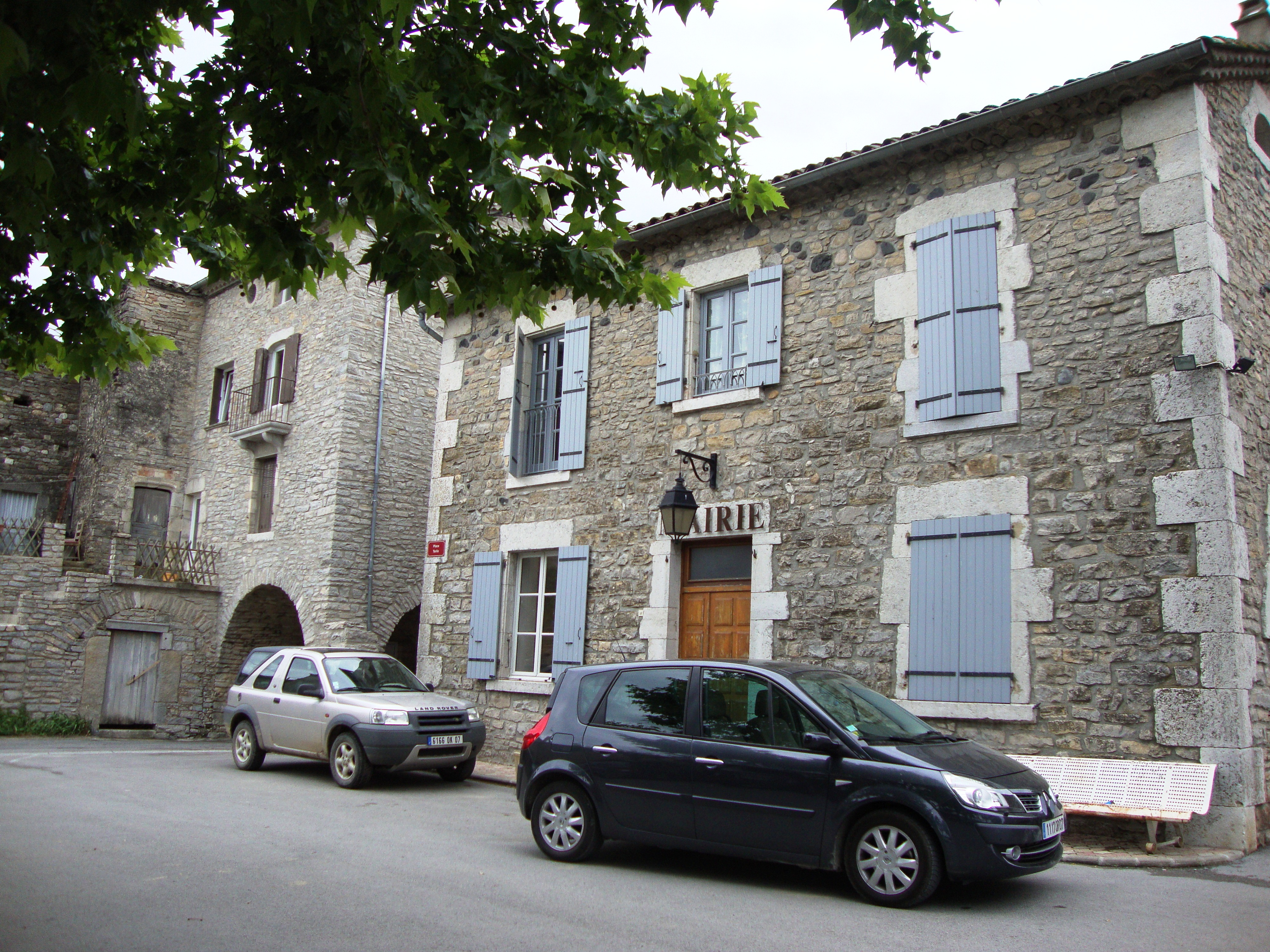
Мэрия
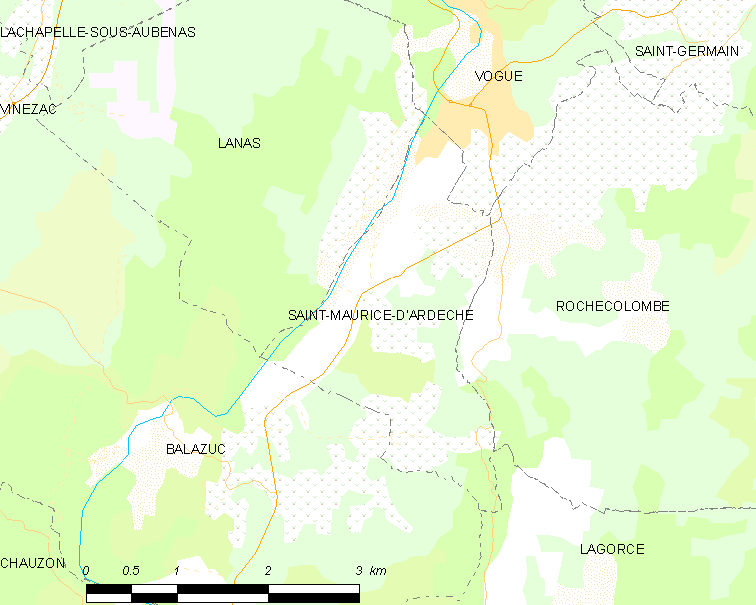
Карта коммуны